# Ratpenat cuallarg del duc dels Abruços
El ratpenat cuallarg del duc dels Abruços (Mops aloysiisabaudiae) és una espècie de ratpenat africana de la família dels molòssids. El seu hàbitat natural es veu amenaçat per la desforestació.